# Анкара (станція)
Станція Анкара (тур. Ankara Garı) — головна залізнична станція Анкари, Туреччина, є головним транспортним хабом міста. Розташована на бульварі Талатпаша. Станція є східним кінцем залізничного коридору Стамбул-Анкара, а також найсхіднішою станцією турецьких швидкісних залізниць. Станція Анкара також є центром швидкісних поїздів YHT з власними ексклюзивними майданчиками та комплексом обслуговування. TCDD Taşımacılık також обслуговує міжміські поїзди до Карса, Татвана та Курталан, а також служби залізничного транспорту Башкентрай.
Розташована в історичному кварталі Улус, станція є визначною пам'яткою міста.
Перший залізничний вокзал був відкритий Анатолійською залізницею 31 грудня 1892 року. Кам'яний фундамент для сучасного вокзалу в стилі ар-деко було закладено 4 березня 1935 року. Будівельні роботи були завершені на початку жовтня 1937 р., станція була відкрита 10 жовтня. Нова будівля замінила будівлю збудовану в 1892 р. Будівництво відбувалось під орудою архітектора Шекип Акалин.
Наприкінці липня 2014 року була відкрита швидкісна лінія Анкара - Стамбул. Потяг проходить між містами за 3,5 години. Поїзд не доходить до центру Стамбула, а зупиняється в Пендік. Ділянку до центру Стамбула ще завершено. Також до Ізмір-Алсанчака можна дістатися через Ескішехір. 10 жовтня 2015 року на вокзалі стався теракт.